# Кешкул
Кешкул (тур. keşkül) је врста пудинга од млека и бадема пореклом из Турске. Обично се служи у чинији и једе кашиком. Често се украшава кокосовим брашном или пистаћима и беличасте је боје.

## Етимологија
Име јела изведено је из османског турског идиоматског израза keşkül-i fukara што значи „просјачка чинија“. Реч кешкул и њен одговарајући идиом на крају сеже до персијског кашкул (kaşkūl), што значи „просјак“ или „просјачка чинија“. Најстарија писана употреба те речи у турском језику потиче из тезауруса Францискуса Менинског. Према Менинском реч је првобитно значила покулум или скифос. Употреба речи за означавање посластице први пут се појавила у речнику Шемседина Самија Kamûs-ı Türkî из 1900. године. 